# Cock Robin
Cock Robin är en amerikansk poprockgrupp bildad 1982. Gruppen var som mest populär i Europa under 1980-talets senare hälft, med hitlåtar som "When Your Heart is Weak" och "Just Around the Corner", men man lyckades aldrig bli ett stort band i USA. Man splittrades 1990 men återförenades 2006, och sedan dess har gruppen genomfört flera europeiska turnéer (i och kring Frankrike).
Ledarfigurerna i bandet var från bildandet låtskrivaren, multiinstrumentalisten och sångaren Peter Kingsbery samt sångerskan Anna LaCazio. 2015 bildades dock en ny version av bandet utan LaCazio och baserad i Frankrike.

## Historik

### Bildandet och första albumet
Cock Robin bildades 1982 (eventuellt med rötter tillbaka till 1980) i San Francisco som en kvartett. Förutom sångaren och låtskrivaren Peter Kingsbery, bidrog Anna LaCazio på sång (samt rytminstrument), Clive Wright på gitarr och Louis Molino III på trummor.
Det första, självbetitlade albumet släpptes 22 september 1985, producerad av Steve Hillage. Med singlarna "When Your Heart Is Weak" och "The Promise You Made" blev man snabbt ett europeiskt topplistenamn, särskilt i länder som Frankrike, Västtyskland, Nederländerna, Italien och Belgien. Blandningen av medryckande pop, new wave-toner och arenarock-gitarrer attraherade den europeiska publiken. Man misslyckades dock att nå märkbara listframgångar i USA, något som hittills (2017) ständigt undflytt gruppen.

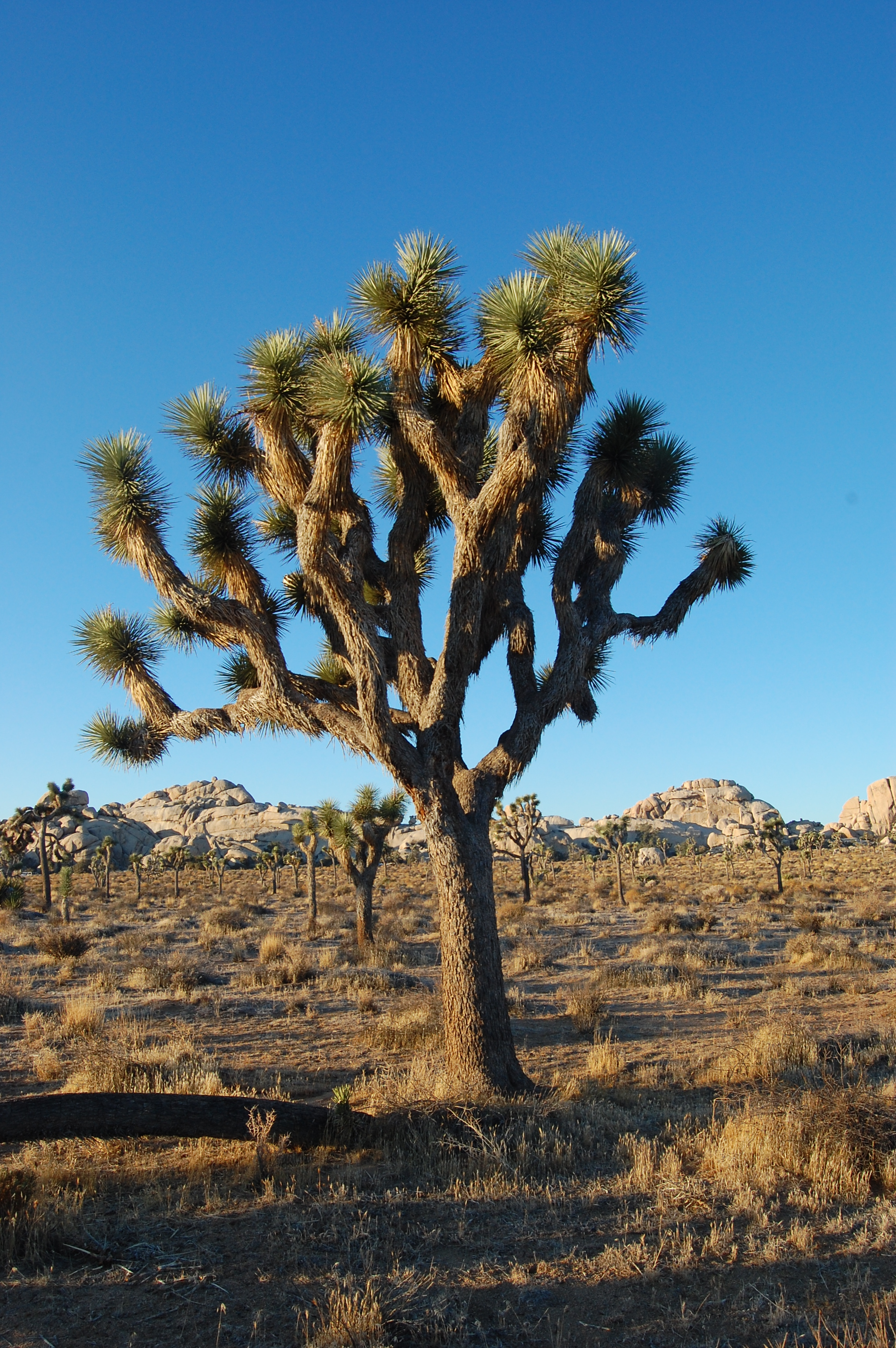
Gruppen bildades av musiker från (sydvästra) USA, men man blev mest populär i Europa. Joshua Tree nationalpark och liknande miljöer har dock fortsatt att påverka musiken.

### Andra albumet (1987)
Två år senare släpptes gruppens andra album, After Here Through Midland, producerad av Don Gehman (som arbetat med John Mellencamp och R.E.M.). Den första singeln från skivan blev "Just Around The Corner", som snabbt klättrade på olika europeiska topplistor. Själva albumet nådde platina i Frankrike och tio-i-topp-status i Västtyskland, Norge, Sverige och Schweiz; resultatet hemma i USA var plats 166 på albumlistan.
Cock Robin följde upp det hela med en flera månader lång Europaturné. Gruppen bestod vid det här laget av Peter Kingsbery och Anna LaCazio, kompletterade av inhyrda studio- och turnémusiker.

### Tredje albumet och upplösningen
1989 kom det tredje albumet, First Love : Last Rites, producerat av Rhett Davies (känd från Roxy Music). Albumet åtföljdes av en ny hitlåt (särskilt i Frankrike), den stämningsfulla och mexikanskt tonande "Worlds Apart", samt en ny Europaturné.
Detta tredje album uppmärksammades i Frankrike, men det var mindre framgångsrikt på andra marknader. I USA gav gruppens skivbolag Columbia ut det först 1990.
Kort därefter meddelades dock att gruppen upplösts, och att Kingsbery skulle fortsätta som soloartist med Frankrike som bas (se vidare Peter Kingsbery). LaCazio förklarade uppbrottet med att hon nu var trött på ett ständigt turnerande (oftast i Europa) och hur livet som popstjärna inkräktade på hennes privatliv. Så hon hade bestämt sig för att ge sig av helt och hållet från musikbranschens strålkastarljus.
Under hela 1990-talet fortsatte dock utgivningen av diverse samlingsutgåvor med Cock Robin, och gruppens musik hördes återkommande på fransk radio. Bara under åren 1998–2004 kom det ut minst sex olika "Best of"-samlingar.

### Återfödelsen (2006)

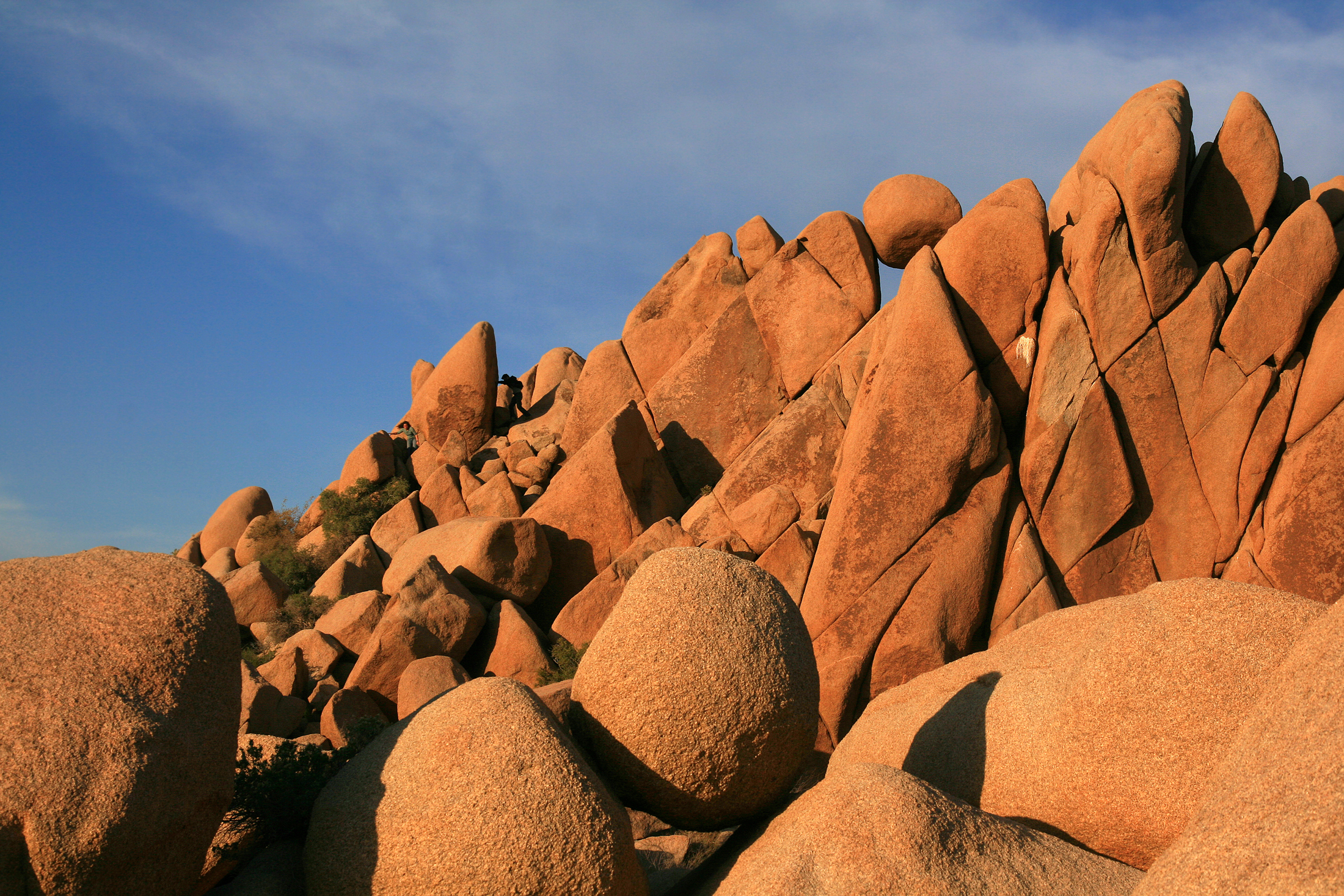
Sådana här stenformationer från Joshua Tree nationalpark syntes på 2006 års album I Don't Want to Save the World.

Under 1990-talet kämpade Peter Kingsbery med blandade framgångar med sin solokarriär, vilken under åren 1991–2002 resulterade i fyra studioalbum och åtminstone en stor (fransk) hit – "Only the Very Best". Anna LaCazio producerade ett eget soloalbum som dock aldrig blev släppt (förrän 2009, då den plötsligt kom som digital nedladdning via iTunes Music Store) och tillbringade sitt liv i den sydkaliforniska öknen.
2006 bestämde sig Kingsbery och LaCazio att dra igång sitt gamla band igen. "Tiden kändes rätt, och vår lust att sjunga tillsammans var tillbaka", som Kingsbery uttryckte det hela.
Cock Robins fjärde studioalbum fick titeln I Don't Want to Save The World, och den följdes av en turné med konserter både i USA och i Frankrike, liksom ett uppträdande på den stora musikfestivalen Fête de la Musique i Paris.
2009 återkom gruppen med ett livealbum den 25 maj. Det albumet bestod av musik från konserten i Châlons-en-Champagne den 28 augusti 2006. En ny turné runt Frankrike (bland annat Le Cannet, Lille och La Cigale i Paris), Nederländerna och Schweiz (Basels kasino) upptog perioden juni till september.

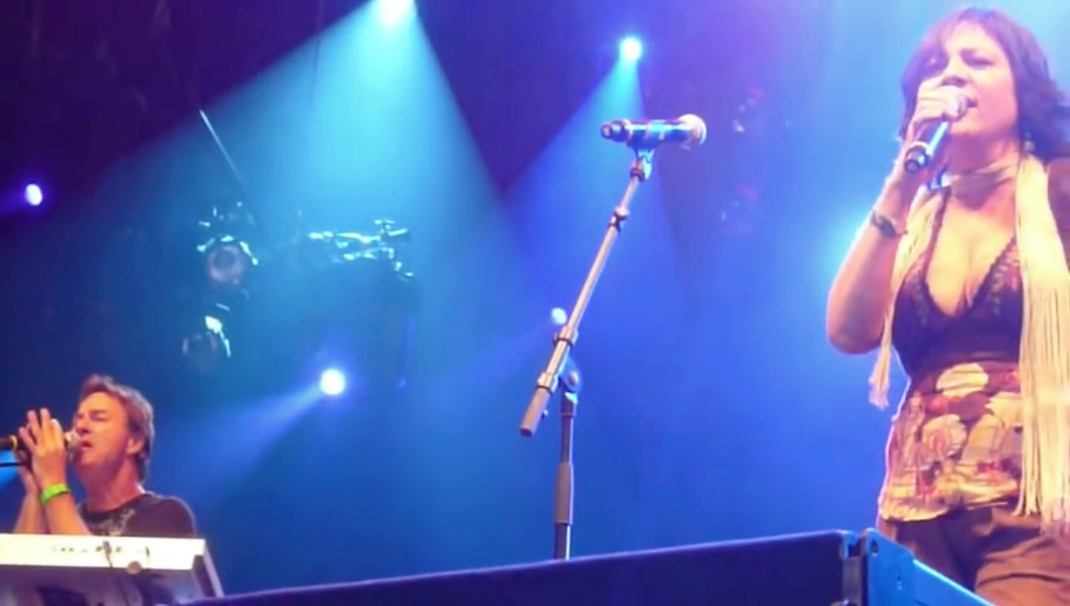
Låtskrivaren Peter Kingsbery och sångerskan Anna LaCazio (foto: 2009).

Cock Robin gjorde bland annat ett nytt framträdande på Fête de la Musique den 21 juni 2009, liksom på Mirandes Country-festival (där Peter Kingsbery uppträtt på egen hand både 2007 och 2008).

### Songs from a Bell Tower (2010)
Cock Robins femte studioalbum spelades in i Los Angeles och släpptes 11 oktober 2010. Songs from a Bell Tower var, liksom de tidigare albumen, i stort sett helt skriven av Kingsbery och presenterade en musik som pendlade mellan symfonisk pop och rockinfluerade ballader. De flesta melodierna komponerades på en hammondorgel som Kingsbey ärvt efter en moster/faster. Här återkom Pat Mastelotto till trummorna i bandet, efter många års bortavaro och en senare karriär som medlem i King Crimson.
Skivan spelades in i Kingsberys hemmastudio i Hermosa Beach i Kalifornien.
Gruppen åkte ut på fransk och tysk turné i januari 2011 och besökte under året bland annat klassiska Olympia i Paris, liksom flera franska musikfestivaler. Även spelningar i Spanien genomfördes.

### LaCazio lämnar (2015), ny sångerska (från 2016)
Utökade versioner av de båda första plattorna (med åtta extra låtar på vardera album) gavs ut under 2014.
Året efter genomförde Cock Robin en turné i Frankrike och Tyskland i en ny sättning – utan Anna LaCazio som lämnat gruppen i maj samma år. Orsaken till LaCazios frånvaro antyddes som stora förändringar i hennes liv, jämfört med vid återföreningen 2006 och hennes då stora engagemang i att ge ut skivor och turnera. Gruppens turnerande sker endast i Europa (nära den Frankrike-boende Kingsbery), medan LaCazio vill ägna mer tid åt sin familj i USA. Ny sångerska i gruppen var Coralie Vuillemin från Doubs i östra delen av Frankrike.
Turnén genomfördes i samband med den kommande utgivningen av gruppens nya album (preliminärt betitlat) The Landing. Det bestod både av nya låtar och live-versioner av äldre kompositioner.
11 mars 2016 utkom Cock Robins sjätte studioalbum, med den slutliga titeln Chinese Driver. Redan i februari hade en fransk turné med 24 konserter inletts. Året efter släpptes EP:n Lollobrigida, med två nya låtar och tre nya låtversioner, som nedladdning.
2021 återkom den Frankrike-baserade gruppen med Homo Alien. På det 14 låtar långa albumet fungerade Coralie Vuillemin återigen som sångerska.
2023 meddelades att albumet Part of Your Tribe var under produktion, tillsammans med en självbiografisk diktsamling. 2023 års planerade turné fick dock lov att ställas in, enligt besked på grund av oförutsedda (hälso)problem rörande Peter Kingsbery.

## Namn och stil

### Namnet

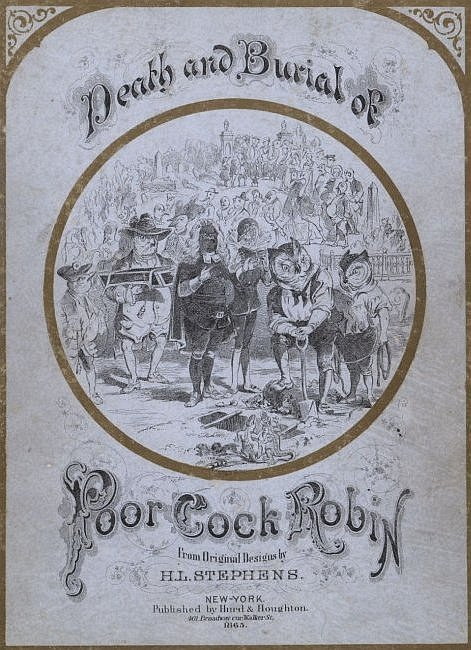
Titelsida från namnförlagan till popgruppen Cock Robins namn.

Namnet Cock Robin är hämtat från en brittisk från 1600-/1700-talsberättelse av barnramsekaraktär. "The Marriage of Cock Robin and Jenny Wren" (ungefär "Tuppen Rödhake och Jenny Gärdsmyg går och gifter sig"), även kallad The Death of Cock Robin, kom i tryck för första gången 1744 i London.

### Musik och text
Bandets musik bär tydliga spår av Roxy Music och new wave med dess akustiska syntslingor, men man använde sig till stor del också av icke-elektroniska instrument. Den mjuka popframtoningen förstärks av Anna LaCazios ljusa röst, medan Peter Kingsberys känslosamma sångsätt med ofta utdragna vokaler till viss del påminner om den franska chanson-traditionen. Det är också symptomatiskt att Cock Robin blivit mest populär i och kring Frankrike och att Peter Kingsbery efter Cock Robins splittring 1990 valde att bosätta sig där och påbörja en delvis framgångsrik solokarriär.
Delar av musiken har också kopplingar till södra och sydvästra USA. Kingsbery är från Texas, och Lacazio flyttade till Joshua Tree National Park i slutet av 1990-talet. De flesta av gruppens albumproduktioner spelas upp i ökenområdet kring nationalparken, inför varje skivutgivning, som ett test av om hur musiken känns rätt. Sånger som "Worlds Apart" från 1990 års album är också präglade av mexikanskinfluerade toner.
Kingsberys kompositioner är delvis influerade av Joni Mitchell, där Hejira är hans favoritalbum. Många av gruppens sånger är duetter mellan Kingsbery och LaCazio, och han erkänner att låttexterna inte minst under gruppens tidiga år var märkbart påverkade av de bådas relation. Även flera av sångerna på senare års album har texter som relaterar till deras (tidigare) relation, inklusive "Extraordinary Thing" (2010) och "Italian Soul" (2006).

## Medlemmar
Nuvarande

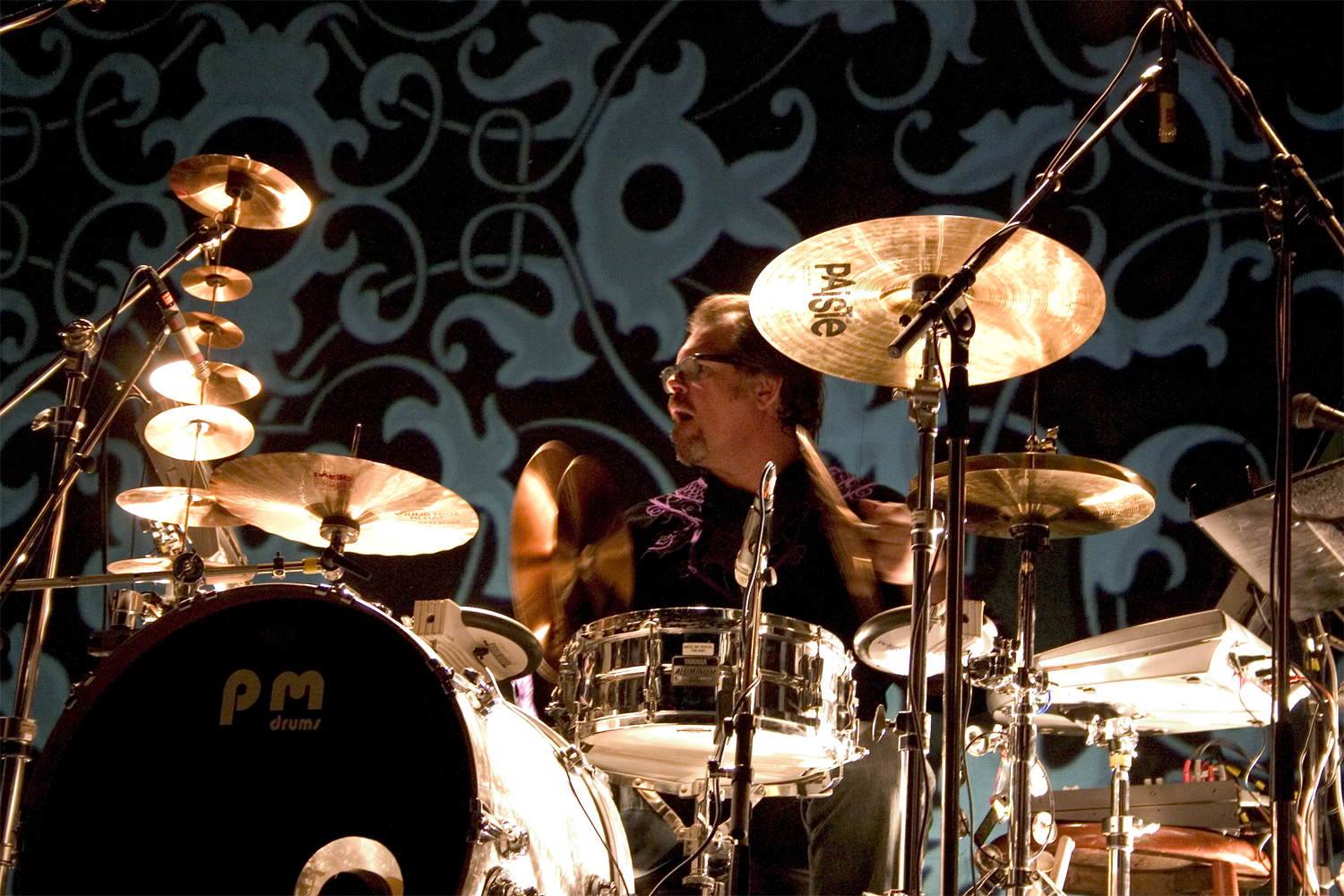
Pat Mastelotto, gruppens trummis under delar av 1980-talet (foto: 2005).

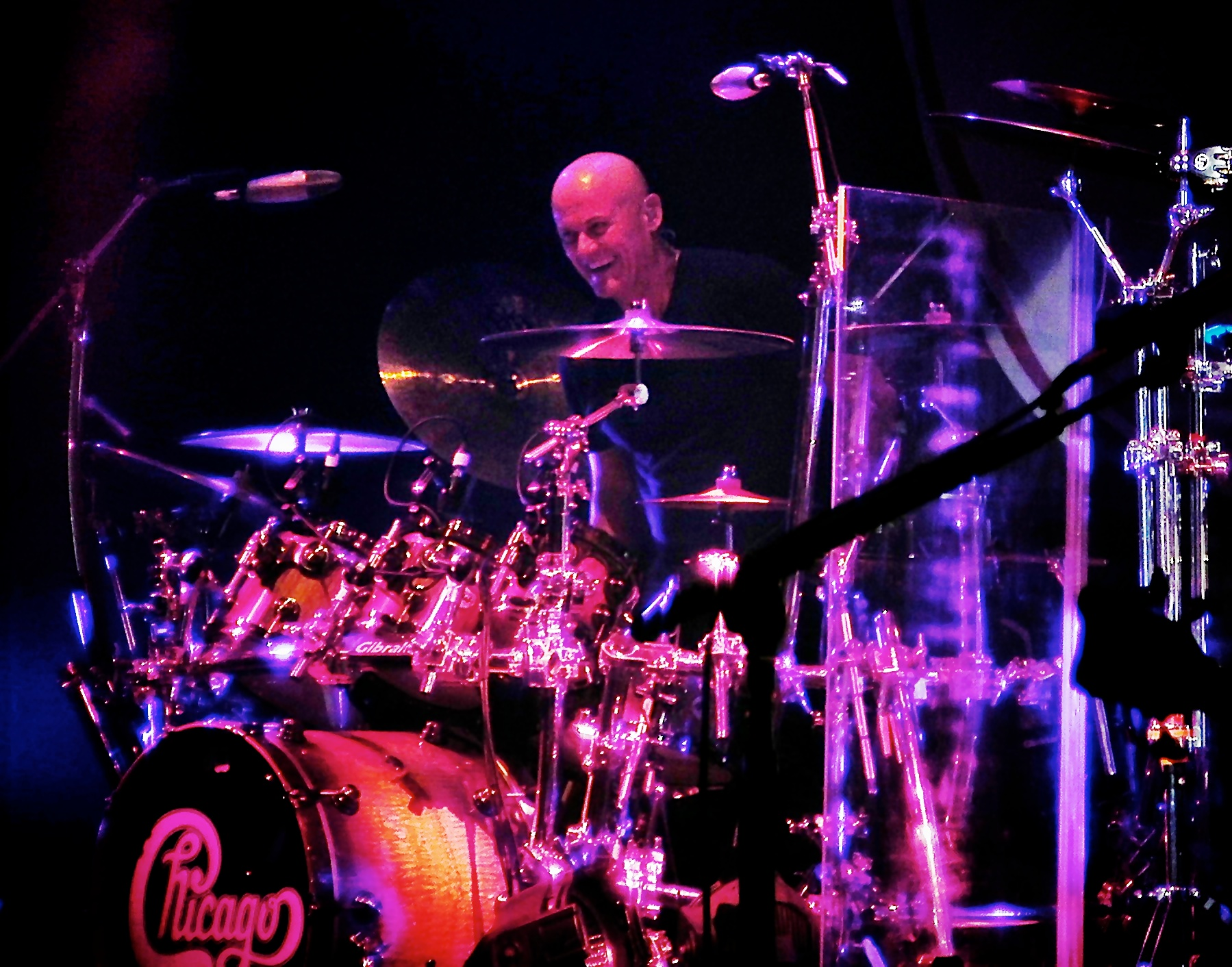
Tris Imboden, en av de nya gruppmedlemmarna efter återbildandet (foto: 2013).

- Peter Kingsbery: sång, keyboard, bas, gitarr (1982–90, 2006–)
- Coralie Vuillemin: sång (2015–)
- Pat Mastelotto: trummor, slagverk (1982–90, 2006–)
- Tris Imboden: trummor
- Corky James: gitarr
- John Pierce: bas
- Lise Dickerson: keyboard

Studiomusiker
- Damian Lester : bas
- Dave Young : keyboard
- Lise Anderson : keyboard
- Bryn Mathieu : trummor, slagverk
- Manu Riquier : trummor
- Hervé Koster : trummor
- Yannick Chouillet : gitarr
- Arnaud François : bas

Tidigare medlemmar
- Anna LaCazio: sång, keyboard (1982–90, 2006–15)
- Louis Molino III: trummor, slagverk, kör
- Clive Wright: gitarr

## Produktioner
Singlar
- 1985 – "When your Heart Is Weak"
- 1985 – "The Promise You Made"
- 1986 – "Throught You Were on My Side"
- 1986 – "Once We Might Have Known" (promosingel)
- 1987 – "Just Around the Corner"
- 1987 – "The Biggest Fool of All"
- 1988 – "El Norte"
- 1989 – "Worlds Apart"
- 1990 – "Straighter Line"
- 1990 – "Manzanar"
- 1990 – "It's Only Make Believe" (promotionssingel)
- 2006 – "Body over Mind" (promotionssingel)
- 2006 – "Fair Enough" (promotionssingel)
- 2011 – "Grand" edit version (promotionssingel)

Studioalbum och EP
- 1985 – Cock Robin (9 låtar; återutgiven 2014 med 17 låtar)
- 1987 – After Here Through Midland (9 låtar; återutgiven 2014 med 17 låtar)
- 1989 – First Love : Last Rites (10 låtar; 11 på USA-utgåvan 1990 – inklusive "It's Only Make Believe")
- 2006 – I Don't Want to Save the World (13 låtar, 14 låtar i nedladdningsversionen inklusive akustisk version av "Just Around the Corner")
- 2010 – Songs from a Bell Tower (två versioner: en med 11 låtar på 1 CD, en med extraskivan "Live" från 2009)
- 2016 – Chinese Driver
- 2017 – Lollobrigida (5 låtar, varav tre versioner och två helt nya låtar)
- 2021 – Homo Alien (14 låtar)

Samlingsalbum
Nedanstånde listning samlar albumutgåvor från 1990 till åtminstone 2012:
- 1990/1994/1997 – Collection Gold
- 1991/1998 – The Best of Cock Robin
- 1995/2000 – Best Ballads
- 1998 – The Best of Cock Robin (samma som 1991 plus "Only the Very Best", hitlåt i Frankrike med Peter Kingsbery, tillagd)
- 1999 – Simply the Best
- 2001 – When Your Heart Is Weak
- 2001 – Les Indispensables de Cock Robin
- 2004 – The Promise You Made
- 2011 – Open Book: The Best of Cock Robin
- 2013 – La Sélection (Best of 3CD), Sony, ASIN B00E3VFUDE

Liveinspelningar (CD)
- 2009 – Live

Video
- 1990 – Cock Robin – Live Au Grand Rex (CBS Video 49867), VHS, Frankrike. Inspelad på Le Grand Rex i Paris, april 1990. Videon, släppt i Frankrike, innehåller också en exklusiv intervju med Peter Kingsbery och Anna LaCazio.[16]